# Montserrat (monte)
Il Montserrat (pron. catalana [munsəˈrat]) è una montagna della Catalogna, in Spagna, parte della Cordigliera prelitorale. Tra le sue vette le più alte sono Sant Jeroni (1.236 m), Montgrós (1.120 m) e Miranda de les Agulles (903 m). La montagna dà anche il nome all'isola caraibica di Montserrat ed è nota per l'abbazia benedettina di Santa Maria di Montserrat.

## Geografia e geologia
È un massiccio dalle forme singolari che si innalza bruscamente a ovest del fiume Llobregat fino ai 1.237,9 m della vetta di Sant Jeroni, il punto più alto dell’Anoia e del Bages. Altri rilievi montserratini sono il Cavall Bernat, les Agulles, il Serrat del Moro, il Montgròs, Sant Joan, la Palomera, ecc. È stato dichiarato parco naturale nel 1987 per garantirne la conservazione.
Dalla cima di Sant Jeroni, a 1.237 metri, nelle giornate molto limpide si può vedere la Serra de Tramuntana di Maiorca, situata a più di 200 km di distanza.

Nel corso dei millenni, i movimenti isostatici e tettonici, i cambiamenti climatici e l'erosione hanno modellato un paesaggio aspro, con grandi pareti e blocchi arrotondati di conglomerato rosa e argilla. All'interno della montagna, l'erosione carsica ha creato grotte, abissi e gole.